# Mohammed Jahfali
Mohammed Yahya Jahfali (en árabe: محمد يحيى جحفلي‎; Riad, 24 de octubre de 1990) es un futbolista saudita que juega en la demarcación de defensa para el Al-Hilal Saudi F. C. de la Liga Profesional Saudí.

## Selección nacional
Hizo su debut con la selección de fútbol de Arabia Saudita el 28 de febrero de 2018 en un encuentro amistoso contra Irak que finalizó con un resultado de 4-1 a favor del combinado iraquí tras los goles de Emad Mohsin, un doblete de Mohanad Ali y un autogol de Saeed Al-Robeai para Irak, y de Hassan Muath Fallatah para Arabia Saudita.

## Clubes
| Club                 | País           | Año       | Partidos | Goles |
| -------------------- | -------------- | --------- | -------- | ----- |
| Al-Faisaly F. C.     | Arabia Saudita | 2010-2014 | 65       | 4     |
| Al-Hilal Saudi F. C. | Arabia Saudita | 2015-     | 112      | 6     |

## Palmarés

### Campeonatos nacionales
| Título                               | Club                 | País           | Año  |
| ------------------------------------ | -------------------- | -------------- | ---- |
| Copa del Rey de Campeones            | Al-Hilal Saudi F. C. | Arabia Saudita | 2015 |
| Copa del Rey de Campeones            | Al-Hilal Saudi F. C. | Arabia Saudita | 2017 |
| Copa del Príncipe de la Corona Saudí | Al-Hilal Saudi F. C. | Arabia Saudita | 2016 |
| Supercopa de Arabia Saudita          | Al-Hilal Saudi F. C. | Arabia Saudita | 2015 |
| Supercopa de Arabia Saudita          | Al-Hilal Saudi F. C. | Arabia Saudita | 2018 |
| Liga Profesional Saudí               | Al-Hilal Saudi F. C. | Arabia Saudita | 2017 |
| Liga Profesional Saudí               | Al-Hilal Saudi F. C. | Arabia Saudita | 2018 |